# Miguel Saraiva

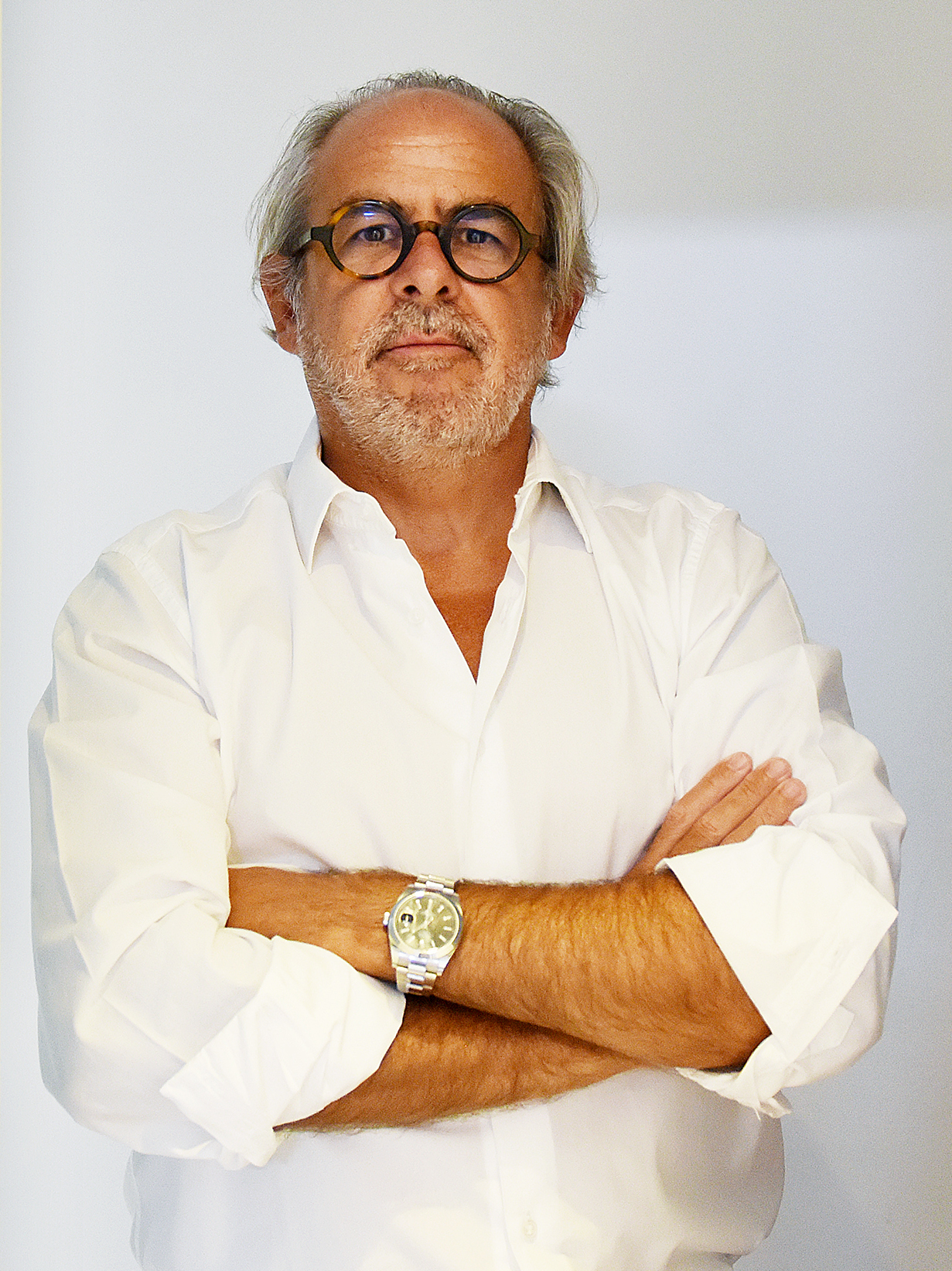

Miguel Saraiva (Lisboa, 15 de novembro de 1968) é um arquiteto e empresário português.
Licenciado em Arquitetura, em 1994, pela Universidade Lusíada de Lisboa, é desde 2006 responsável pelo atelier Miguel Saraiva & Associados – Arquitetura e Urbanismo, S.A. Pertenceu à Comissão Organizadora do I Congresso da Ordem dos Arquitetos, como representante da Secção Regional Sul dessa Ordem, tendo sido posteriormente vice-presidente da Secção Regional Sul da Ordem dos Arquitetos, no triénio de 1999 a 2001. A sua obra está representada nos vários domínios da arquitetura e urbanismo, tendo assinado nomeadamente, em Portugal, o Campus da Justiça de Lisboa, o Campus de Justiça do Porto, o edifício sede da Polícia Judiciária, o Porto de Recreio de Oeiras e o Hospital Beatriz Ângelo. Das suas obras no estrangeiro constam o Aeroporto de Guarulhos, no Brasil, os edifícios sede do Forte Bank, em Astana, Cazaquistão, e do Banco Central da Líbia.